# João de Deus Pinheiro
João de Deus Pinheiro este un om politic portughez, membru al Parlamentului European în perioada 2004-2009 din partea Portugaliei.
1. ↑  Joao de Deus Pinheiro, Munzinger Personen, accesat în 9 octombrie 2017
2. ↑  Deputații în Parlamentul European